# La amenaza amarilla
La amenaza amarilla es el debut discográfico de la banda española de pop punk Los Nikis.
Fue publicado por la discográfica Tic Tac en 1981 y reeditado por Discos Lollipop en 1982. 
Se trató de un EP en formato de disco de vinilo de corta duración (4 canciones), fuertemente influenciado por bandas como los Ramones.

## Listado de canciones
- La amenaza amarilla.
- Ernesto.
- Medicina nuclear.
- Negocios sucios.